# Santosh Sivan
Santosh Sivan (ur. 8 lutego 1964 w Thiruvananthapuram, w stanie Kerala, Indie) – indyjski operator i reżyser filmowy. Ma opinię jednego z największych operatorów Indii. Jako reżyser znany z filmów Terrorystka (na bazie historii zamachu na Rajiva Gandhiego) i Aśoka Wielki.

## Filmografia

### jako reżyser
- Tahaan (2008)
- Before the Rains (2007)
- Prarambha (2007)
- Ananthabhadram (2005)
- Navarasa (2005)
- Aśoka Wielki (2001)
- Terrorystka (1999)
- Malli (1998)
- Halo (1997)

### jako operator
1. Anandabhadram (2005)
2. Navarasa (2005)
3. Magia zmysłów (2005)
4. Silsilay (2005)
5. Duma i uprzedzenie
6. Aparichithan (2004)
7. Meenaxi: Tale of 3 Cities (2004)
8. Tehzeeb (2003)
9. Aśoka Wielki (2001)
10. Fiza (2000)
11. Pukar (2000)
12. Moje serce bije po indyjsku (2000)
13. Terrorystka (1999)
14. Vaanaprastham (1999)
15. Dil Se – Z całego serca (1998)
16. Iruvar (1997)
17. Darmiyan (1997)
18. Halo (film) (1997)
19. Indira (Priyanka) (1996)
20. Kala Pani (1996)
21. Deszcz (1995)
22. Nirnnayam (1995)
23. Pavithram (1994)
24. Gardish (1993)
25. Rudaali (1993)
26. Roja (1992)
27. Yodha (1992)
28. Thalapathi (1991)
29. Midhya (1990)
30. (1990)
31. Dr. Pasupathy (1990)
32. Indrajaalam (1990)
33. Perumthachan (1990)
34. Varthamana Kalam (1990)
35. Vyooham (1990)
36. Raakh (1989)